# Język kota (drawidyjski)
Język kota – język z rodziny drawidyjskiej, używany przez około 900 osób (2001) z plemienia Kota w krainie Nilgiri w indyjskim stanie Tamilnadu. Większość użytkowników języka kota jest niepiśmienna. Język kota jest blisko spokrewniony z językiem toda.
W użyciu jest także język tamilski, który jest używany również w sferze domowej.